# Бронсон, Чарльз (преступник)
Майкл Джо Питерсон (англ. Michael Joe Peterson; род. 6 декабря 1952, Лутон, Великобритания), более известный как Чарльз Бронсон (англ. Charles Bronson) — заключённый Великобритании, отсидел почти 50 лет, побывал более чем в 120 (из 141) исправительных учреждениях Британии.

## Биография
Родился в городе Лутон, Бедфордшир, в английской семье и был одним из трех сыновей Эйры и Джо Питерсонов. Дядя будущей легенды криминального мира был мэром города два срока подряд: с 1960 по 1970 год. В отличие от прочих преступников, в детстве Майкла не было насилия или страшной трагедии, которая бы могла повлиять на его личность. Он любил ходить в школу, хорошо учился, был вежлив с окружающими и близкими, у него было много друзей. Его тётя считала, что всё началось с переезда молодой семьи, после чего, как она полагает, он попал под влияние дурной компании. После смены имени на более звучное имя голливудского актёра Чарльза Бронсона он начал участвовать в кулачных боях. Также он работал около года в сети эскорт-услуг Mini-house. Некоторое время спустя он занялся спортом и, накачав мускулатуру, стал выступать в цирке. Несмотря на это, в 22 года он впервые попадает в тюрьму за вооружённое ограбление на сумму 26 фунтов и 18 пенни. В дальнейшем он посетит порядка 120 английских исправительных учреждений.

## Преступления
Самое знаменитое его преступление — это ограбление почтового отделения в 1974 году, в ходе которого он похитил £26,18. Был осуждён на 7 лет, но в связи с регулярным нарушением режима сидит до сих пор (на момент 2010 года), вот уже 36 лет, из них 32 года в одиночной камере. В 1988 году был арестован за ограбление, в 1992 году вышел на свободу, через три недели был арестован вновь за подготовку нового ограбления. В тюрьме прославился драками с охраной. Однажды он густо намазал своё тело маслом, а потом напал в голом виде на охрану тюрьмы. Он нанёс несколько серьёзных травм надзирателям, прежде чем поднятый по тревоге отряд спецназа смог его обезвредить.

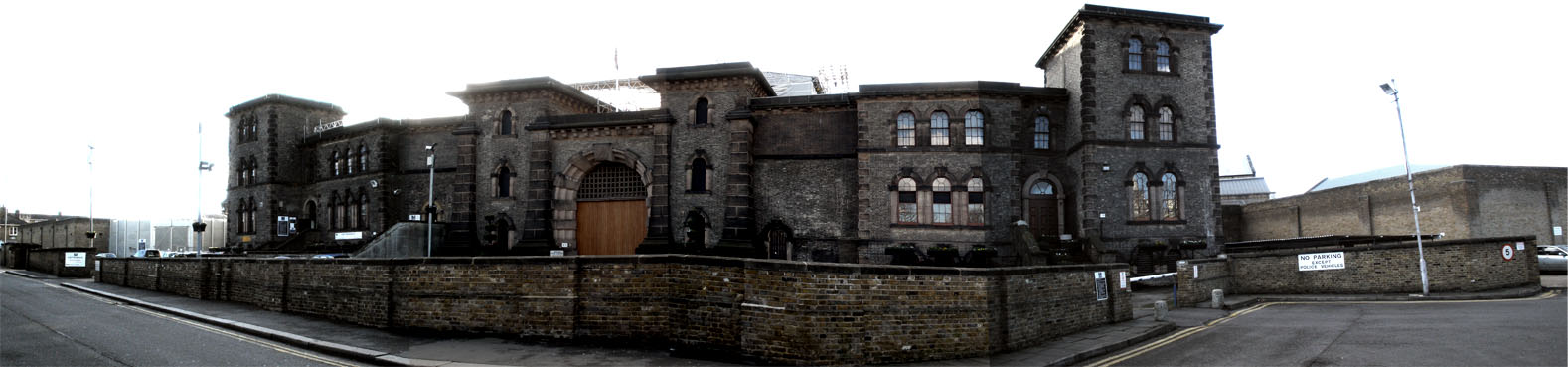
Тюрьма Уандсворт, где Бронсон провёл 3 года заключения.

За то время, пока он сидел в тюрьме, Бронсон успел прославиться как художник и поэт. И даже получил награды за свои работы, при этом часть денег от продажи работ направил на благотворительность. В октябре 1996 года взял в заложники своего адвоката Роберта Тэйлора, однако уже через 30 минут отпустил его. Адвокат не выдвинул обвинений. В 1998 году он взял несколько иракцев в заложники в тюрьме Бэлмарш. Он приказал заложникам называть его Генерал и угрожал съесть одного из них, если его требования не будут выполнены. А позже приказал бить себя одному из заложников. Когда тот не смог, он сам нанёс себе увечья, после чего потребовал вертолёт, который отвезёт его на Кубу, пистолет-пулемёт «Uzi», 5 тысяч патронов и топор. На суде заявил, что виновен настолько же, насколько и Адольф Гитлер. В феврале 1999 года в тюрьме строгого режима Вудхил из-за пребывания в ней трёх опасных заключённых (Чарльза Бронсона, Реджинальда Уилсона и Роберта Модсли) и для того, чтобы обеспечить безопасность других заключённых, было создано специальное подразделение.
Во время своего последнего срока Бронсон захватил тюремного учителя Фила Дениелсона, связал верёвкой и удерживал его в течение 44 часов. Дениелсон стал жертвой Бронсона, так как критиковал его рисунки. Пытался убить себя током при помощи стиральной машины, наполненной водой. В 2007 году двое охранников тюрьмы Саттон, пытаясь предотвратить очередной инцидент с заложниками, разбили очки Бронсона. После ему была выплачена компенсация в размере £200.

## Личная жизнь
Был трижды женат. В первый раз он женился в возрасте 19 лет на женщине по имени Ирен, от которой родился сын Майкл. После того как он впервые попал в тюрьму, Ирен подала на развод. Во второй раз — уже будучи знаменитым заключённым. Его будущая жена, 33-летняя Саира Али Ахмед, уроженка Бангладеш, увидела его фото в газете, после чего начала с ним переписку. Они встретились 10 раз и в июне 2001 года поженились в Вудхил, тюрьме максимально строгого режима. После этого Питерсон вновь сменил имя, на этот раз на Чарльз Али Ахмет, и принял ислам. Через 4 года они развелись. Его жена дала множество интервью, рассказывая об их непродолжительном браке, в которых отзывалась о нём как о расисте и хитром, злом уголовнике.
Известно, что в 2017 году Бронсон женился на британской актрисе Пауле Уильямсон. 29 июля 2019 года 38-летняя Уильямсон была найдена мёртвой в доме своего любовника.

## Фильм
27 февраля 2009 года в Британии состоялась премьера фильма «Бронсон», в основу которого легла жизнь Майкла Питерсона. Главную роль исполнил Том Харди, режиссёр — Николас Виндинг Рефн. Сам Бронсон положительно отнёсся к выходу фильма, так и к самому актёру, которому он проводил консультации перед началом съёмок.
«Он выглядит потрясно, я так горжусь им. Том похож на меня больше, чем я сам», — отзывался он о Томе Харди.
Также по заявлению самого Бронсона он сбрил усы для Тома и отправил их для съёмок.
Бронсон настолько преисполнился любовью к актёру, что пожелал, чтобы он стал отцом его ребёнка, так как сам не может зачать ребёнка со своей невестой Паулой, поэтому ищет альтернативы.